# 5334 Мішіма
5334 Мішіма (5334 Mishima) — астероїд головного поясу, відкритий 8 лютого 1991 року.
Тіссеранів параметр щодо Юпітера — 3,595.